# Imamzade Pir Dawud
Imamzade Pir Dawud (persisch امامزاده پیرداوود Emamsade Pir Dawud, IPA:  [ɛmɑmzɑdɛ piɾ dɑvud]) ist ein Imamzade in der iranischen Stadt Qamsar. Die Grabstätte beherbergt angeblich das Grab Dawuds, des Enkels Alis. Das Gebäude befindet sich in einem schönen grünen Ort im Norden von Qamsar neben den dichten Gärten. Das Gebäude stammt aus der Safawidenära und hat eine kegelförmige mit türkisfarbigen Keramikfliesen geschmückte Kuppel. Das Grab des Imamzades liegt in einem Holzgehäuse.